# Aspidoproctus ellenbergeri
Aspidoproctus ellenbergeri är en insektsart som beskrevs av Albert Vayssière 1926. Aspidoproctus ellenbergeri ingår i släktet Aspidoproctus och familjen pärlsköldlöss.
Artens utbredningsområde är Zambia. Inga underarter finns listade i Catalogue of Life.